# The Wonder Years - Trilogy
The Wonder Years - Trilogy는 원더걸스의 첫 번째 EP 음반이다. 1960년대 모타운 풍의 음악·무대·의상으로 장식한 "Nobody"가 타이틀곡이다. 로엔 엔터테인먼트가 레이블을 맡았다.
이 음반은 〈So Hot〉 활동 이후 같은 앨범 내에서 후속곡 활동을 하지 않는 대신 휴식 기간을 줄이고 연이어 발매된 음반으로, 2008년 9월 22일 타이틀곡 〈Nobody〉의 음원과 뮤직비디오가 온라인으로 먼저 공개되었으며, 정식 앨범 발매는 9월 30일 이루어졌다. 1980년대 중·후반 댄스팝인 〈Tell Me〉, 1980년대 초반 신스팝인 〈So Hot〉, 그리고 〈Nobody〉로 이어지는 복고 콘셉트의 3부작이라는 뜻에서 ‘Trilogy’라는 부제가 붙었다. 원더걸스 멤버인 예은의 자작곡 〈Saying I Love You〉가 포함되어 있다.

## 곡 소개

### 〈Nobody〉

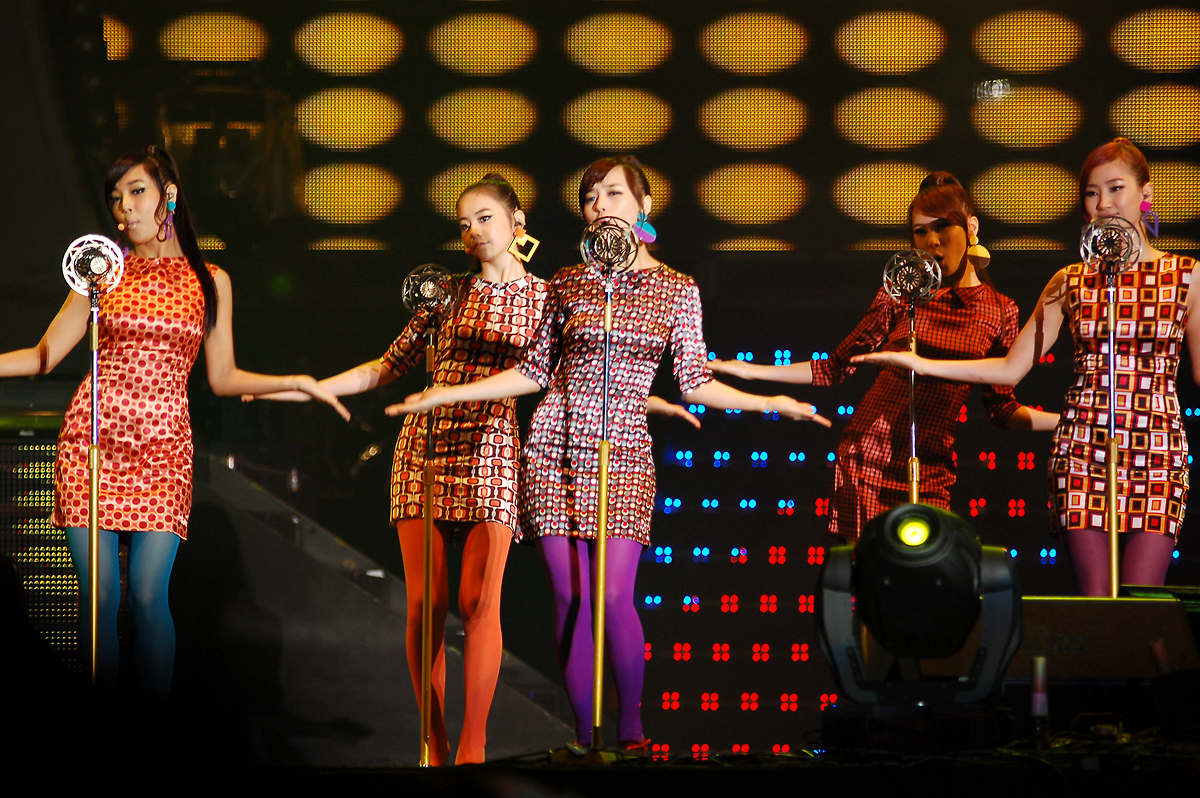
〈Nobody〉 공연 중

타이틀곡 〈Nobody〉는 1960년대 모타운 걸 그룹 사운드를 복고한 음악에, ‘나는 너밖에 없으니 떠나지 말아달라’는 내용의 가사를 담고 있다. ‘사랑의 총알’ 춤과 스탠드 마이크를 활용한 안무, 반짝거리는 의상과 색색의 스타킹이 특징적이다. 뮤직비디오는 〈Nobody〉를 부르기로 한 박진영이 화장실에서 휴지가 없어 당황하는 사이 뒤에서 코러스를 맡고 있던 원더걸스가 대신 무대에 올라 노래를 선보여 일약 스타가 된다는 내용을 담고 있다. 이 뮤직비디오를 비롯한 공연 동영상이 유튜브에 올라와 총 조회수 100만을 넘기며 10월 ‘많이 본 동영상’ 순위에서 8위권 안에 6개를 차지하기도 했다. 이 곡은 사실 〈So Hot〉과 같은 시기에 작곡되었으나, 〈Nobody〉가 더 낫다는 프로듀서 박진영의 판단 아래, 부담감을 줄이기 위해 나중에 발표하게 되었다.
후속곡은 〈Nobody〉를 리믹스한 ‘Rainstone Remix’ 버전으로 활동했다. ‘Rainstone’은 편곡자인 이우석의 ‘우석’을 영어로 옮긴 것이다. 원곡이 슬픈 가사에 밝은 음악이었다면, 리믹스 곡은 슬픈 가사에 맞는 느린 템포의 곡이다. 무대에서는 몸에 달라붙는 검은 의상에 회전 의자를 이용한 ‘의자춤’을 볼 수 있다.
2008년 11월 18일에는 〈Nobody〉 ‘Rainstone Remix’ 버전에 다이나믹 듀오와 산이의 랩과 박진영의 노래가 추가된 〈Anybody〉를 디지털 싱글로 발매했다. 자신을 떠나지 말라는 여자의 이야기인 〈Nobody〉의 답가 형식으로 만들어져 이별을 고하면서도 외롭고 아픈 남자의 마음을 그려내고 있다.

#### 순위 및 수상 기록
- 2008년 9월 싸이월드 디지털 뮤직 어워드 - Song of the Month
- 2008년 10월 싸이월드 디지털 뮤직 어워드 - Song of the Month
- 2008년 제10회 Mnet KM 뮤직 페스티벌(MKMF) - 뮤직비디오 작품상
- 2008년 제10회 Mnet KM 뮤직 페스티벌(MKMF) - 올해의 노래상

- KBS 《뮤직뱅크》 ‘K-chart’
  - 2008년 10월 3일 디지털 음원 1위
  - 2008년 10월 10일 디지털 음원 1위
  - 2008년 10월 17일 디지털 음원 1위
  - 2008년 10월 24일 디지털 음원 1위

- 미국 빌보드 차트
  - 빌보드 핫 100 76위
  - 빌보드 히트시커스 송 4위
  - 빌보드 올해의 핫 싱글 세이즈 1위

### 나머지 곡
〈Saying I Love You〉는 원더걸스 멤버인 예은이 직접 작사·작곡한 곡으로, 상대에게 고백하는 순간을 노래하고 있다. 뮤지션이 만든 반주에 멜로디를 붙이는 방식이 아닌, 처음부터 반주와 멜로디까지 작곡하는 방식으로 만들어졌다. 또한 수록곡 중 〈I tried〉는 MBC 예능 프로그램 《무한도전》 220회 ‘텔레파시 특집’ 1부에 삽입곡으로 쓰이기도 했다.

## 수록곡
| #             | 제목                           | 작사                      | 작곡                              | 재생 시간 |
| ------------- | ------------------------------ | ------------------------- | --------------------------------- | --------- |
| 1.            | Intro                          | J.Y. Park "The Asiansoul" | J.Y. Park "The Asiansoul", 이우석 | 0:35      |
| 2.            | Nobody                         | J.Y. Park "The Asiansoul" | J.Y. Park "The Asiansoul", 이우석 | 3:35      |
| 3.            | I tried                        | 홍지상                    | 홍지상                            | 3:34      |
| 4.            | Saying I love you              | 예은                      | 예은                              | 3:54      |
| 5.            | Nobody (Rainstone Remix)       | J.Y. Park "The Asiansoul" | J.Y. Park "The Asiansoul", 이우석 | 4:30      |
| 6.            | Nobody_Inst.                   |                           |                                   | 3:32      |
| 7.            | I tried_Inst.                  |                           |                                   | 3:34      |
| 8.            | Saying I love you_Inst.        |                           |                                   | 3:53      |
| 9.            | Nobody (Rainstone Remix)_Inst. |                           |                                   | 4:30      |
| 총 재생 시간: | 총 재생 시간:                  | 총 재생 시간:             | 총 재생 시간:                     | 32:36     |

## 판매량
| 기준        | 판매량 | 누적 판매량 | 순위 |
| ----------- | ------ | ----------- | ---- |
| 2008년 9월  | 28,160 | 28,160      | 20   |
| 2008년 10월 | 18,100 | 46,260      | -    |
| 누적        | 46,260 | 46,260      | -    |